# 屋根

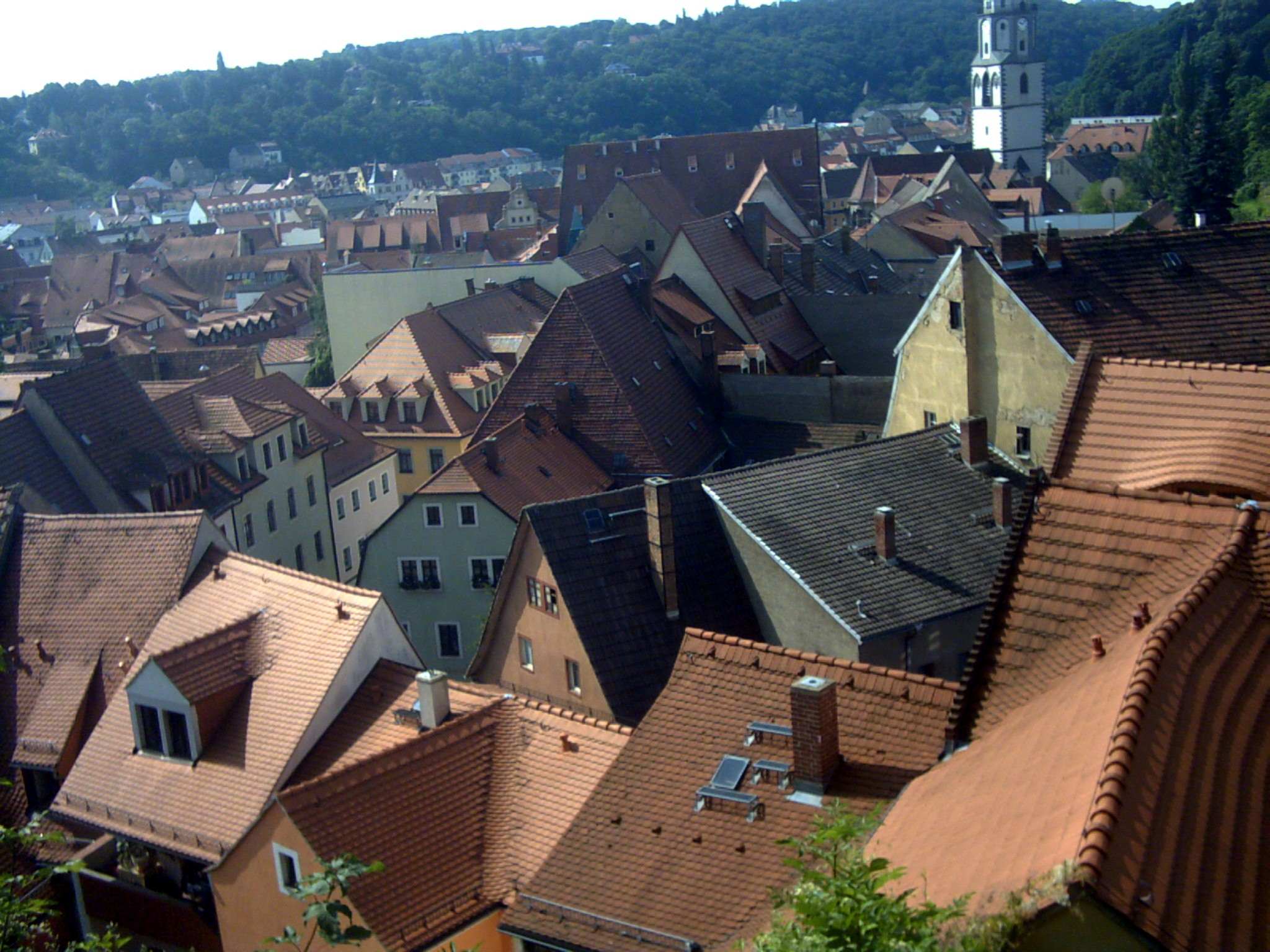
ドイツ・マイセンの屋根。

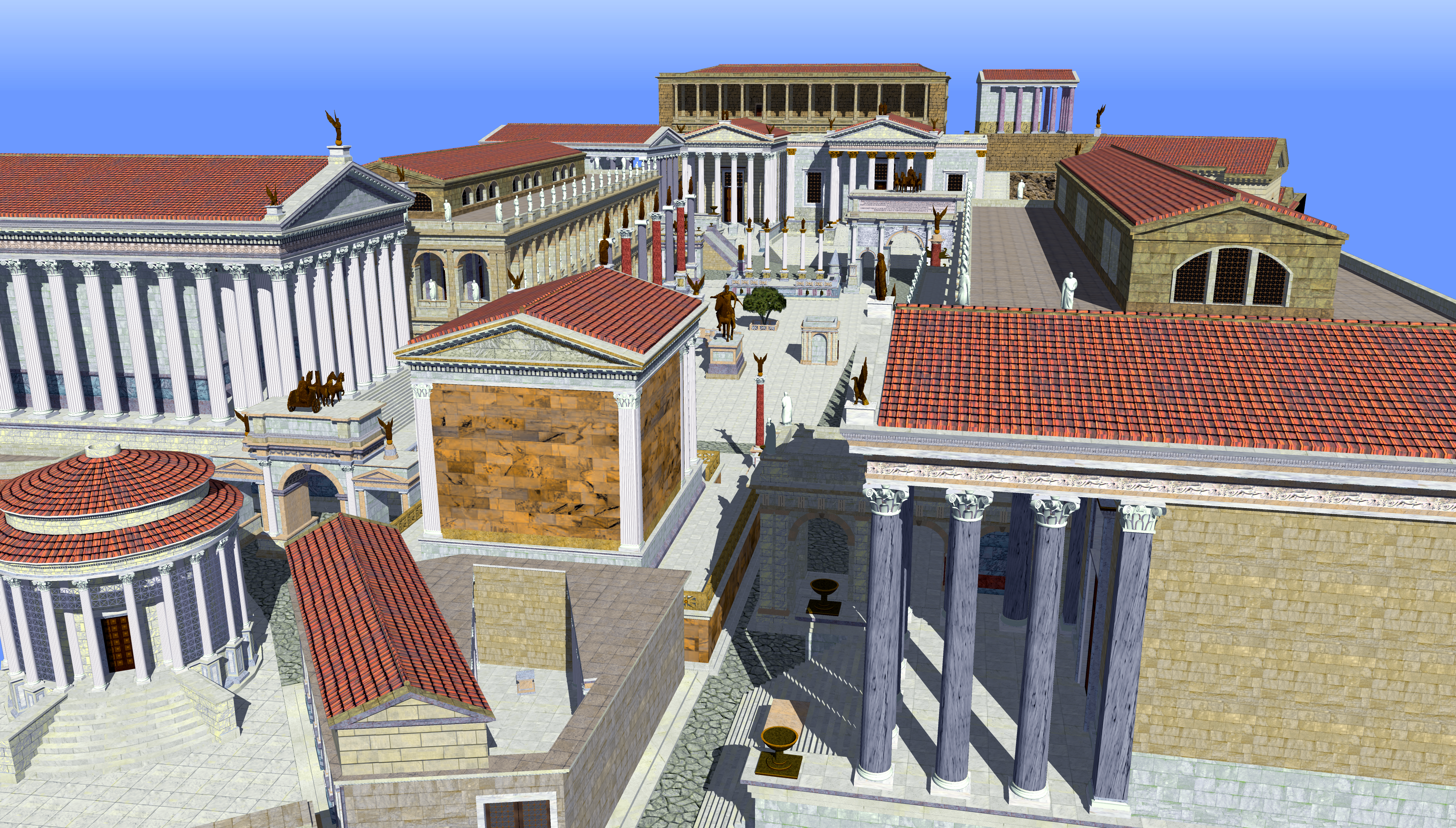
古代ローマの遺跡、フォロ・ロマーノの建築群の再現3Dとその屋根

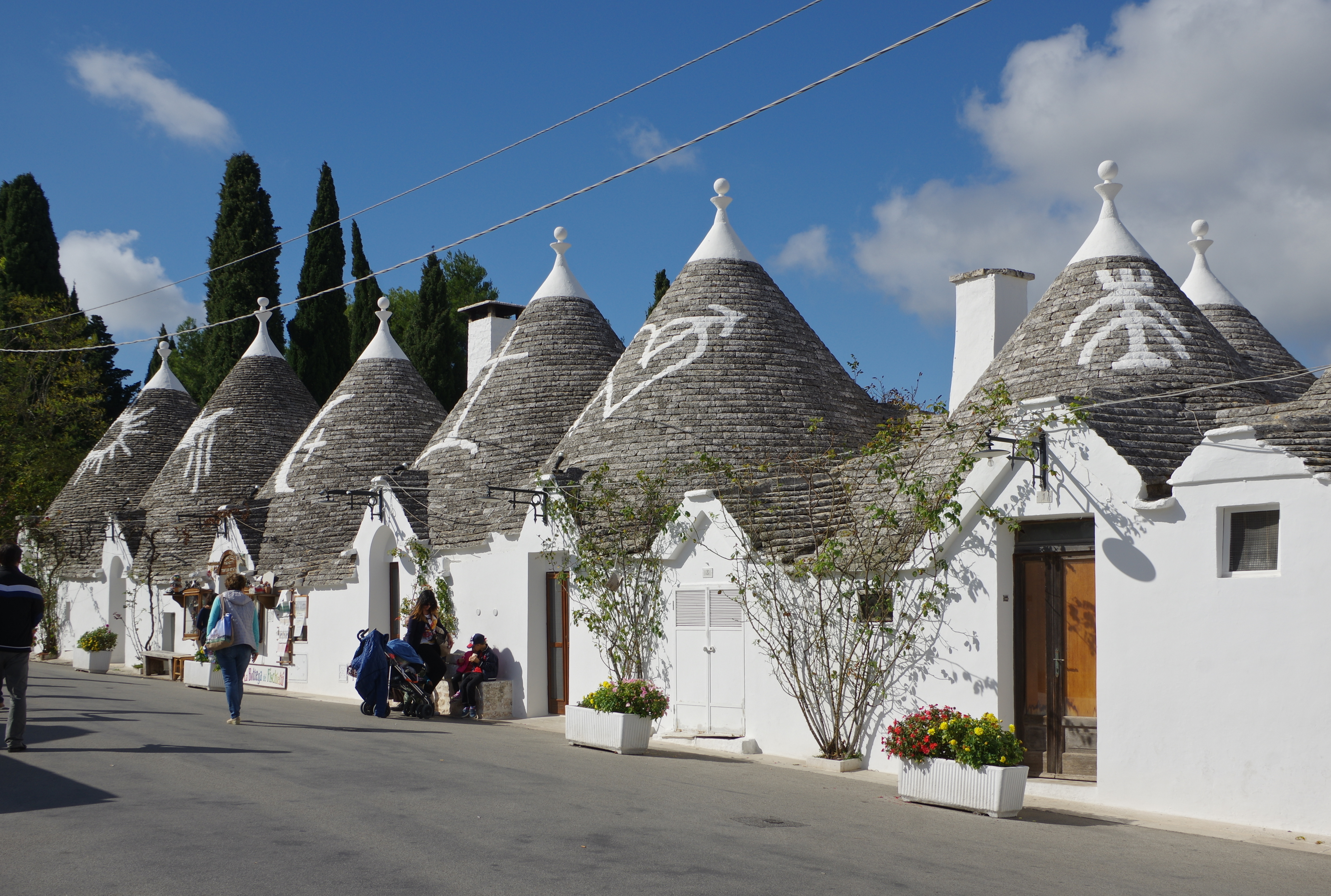
アルベロベッロの「とんがり屋根」の群れ。石を積んである。固定されていない。

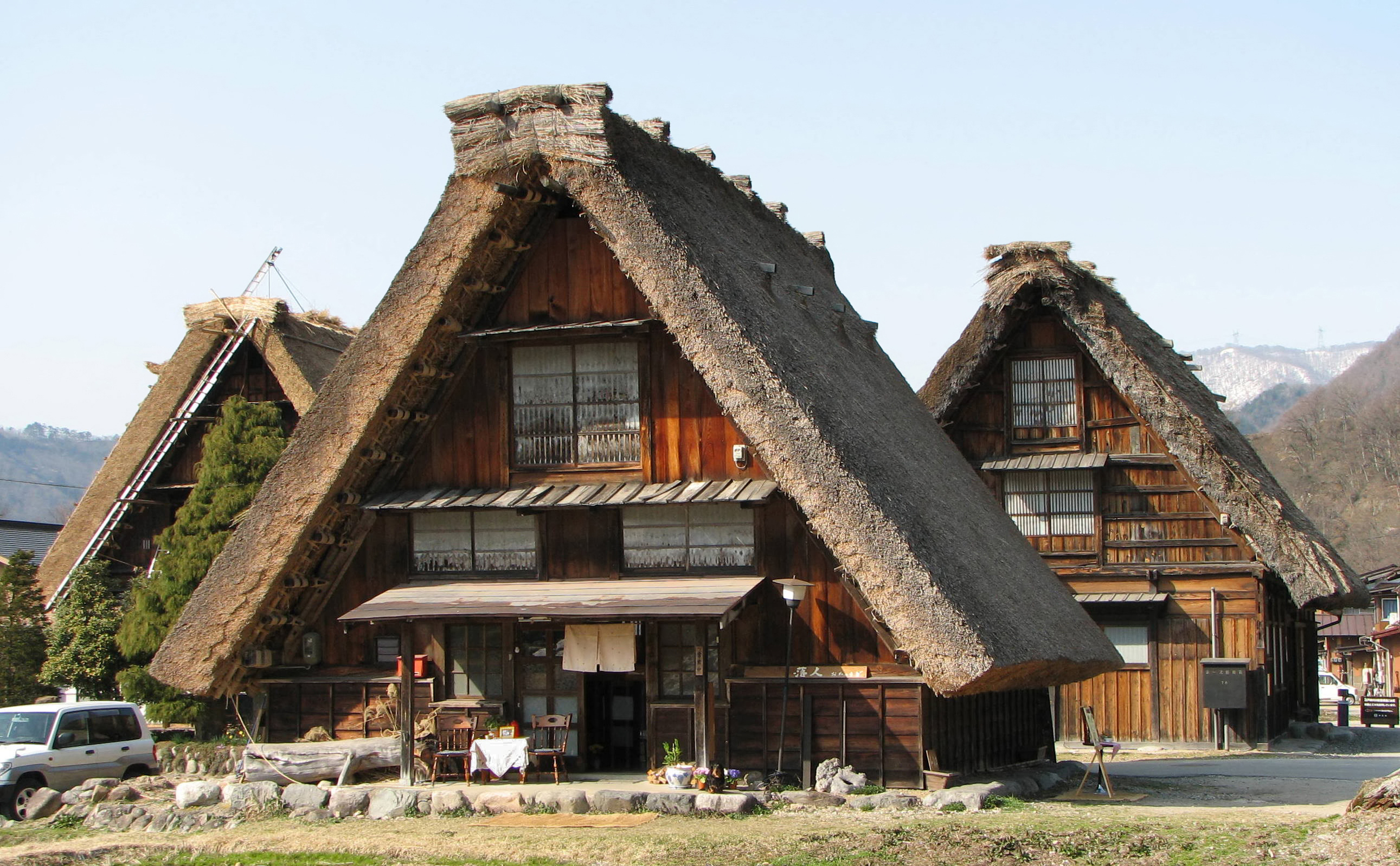
白川郷の合掌造の茅葺屋根

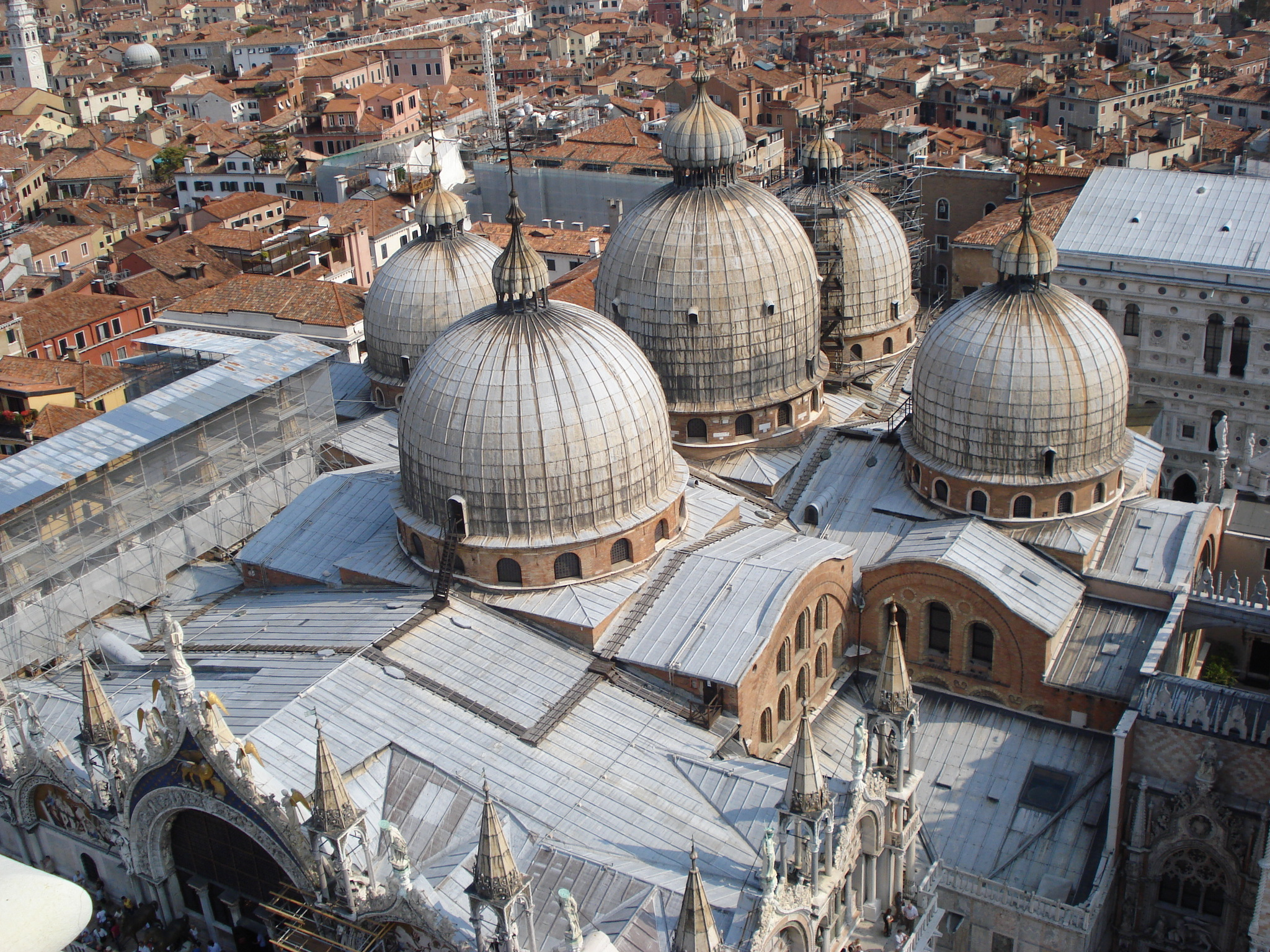
サン・マルコ寺院のドーム屋根

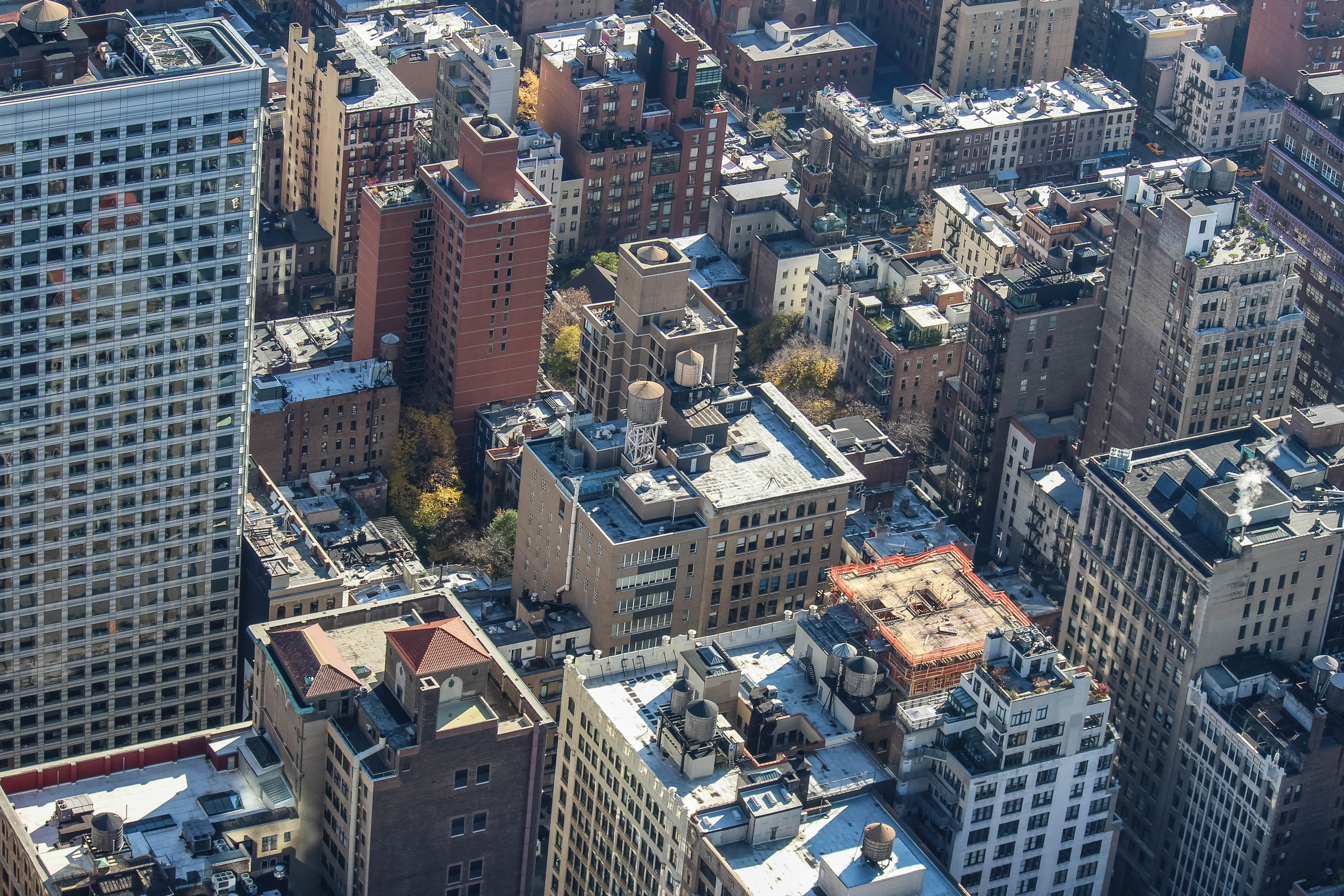
鉄筋コンクリート・ビルの屋根

屋根（）は、建物の上方を覆い、居住空間を外界から区画する構造物。

## 概説
屋根は上方にあり、雨や露を防いでいるが、それだけでなく壁や床などとともに建築空間を囲う役割も果たしており、熱・音・視線などをさえぎる役割も果たしている。また建築意匠（建築物の視覚的デザイン）にかかわる重要な要素でもある。→#屋根の機能
屋根は様々な建築物に設けられる。公共の建築物、企業の社屋や工場や倉庫、教会堂・仏教寺院などの宗教建築物（en:Sacral architecture）、住宅などだけでなく、納屋や山小屋などまで、建築物のタイプにかかわらず設けられる。
住宅などの建物の場合、屋根は床や外壁などとともに居住空間を包む外周部（外皮）の一部である。
屋根の形状は、陸屋根(ろくやね)と勾配屋根（こうばいやね）とに大別される。
日干しレンガや泥壁で建物を作る場合、陸屋根の部分は基本的には太い腕木で支える。現代の鉄筋コンクリート造のラーメン構造では柱と梁で屋根スラブを支えて陸屋根を構築する。
勾配屋根は、西洋では建築物は壁を主たる構造体として、石やレンガで外壁を下から積み上げる組積造が建物の基本構造となっているが、外壁が煉瓦造や石造である場合でも、屋根の小屋組部分は木造で組まれることが一般的である。一方で、ゴシック建築の壮大な教会堂の内部空間、あるいは宮殿の大広間など、「柱の無い空間」を実現するために、アーチ構造を組み合わせたドームやヴォールトが利用された。西洋の上級建築においては重厚感あふれる石造が好まれたが、組積造のみで屋根を構築する場合はアーチの利用は不可欠である。一方、日本の建造物は「柱と横架材」で構造を作る木造軸組構法であり、軸組構造の上に小屋組を構成する形で屋根が作られる。

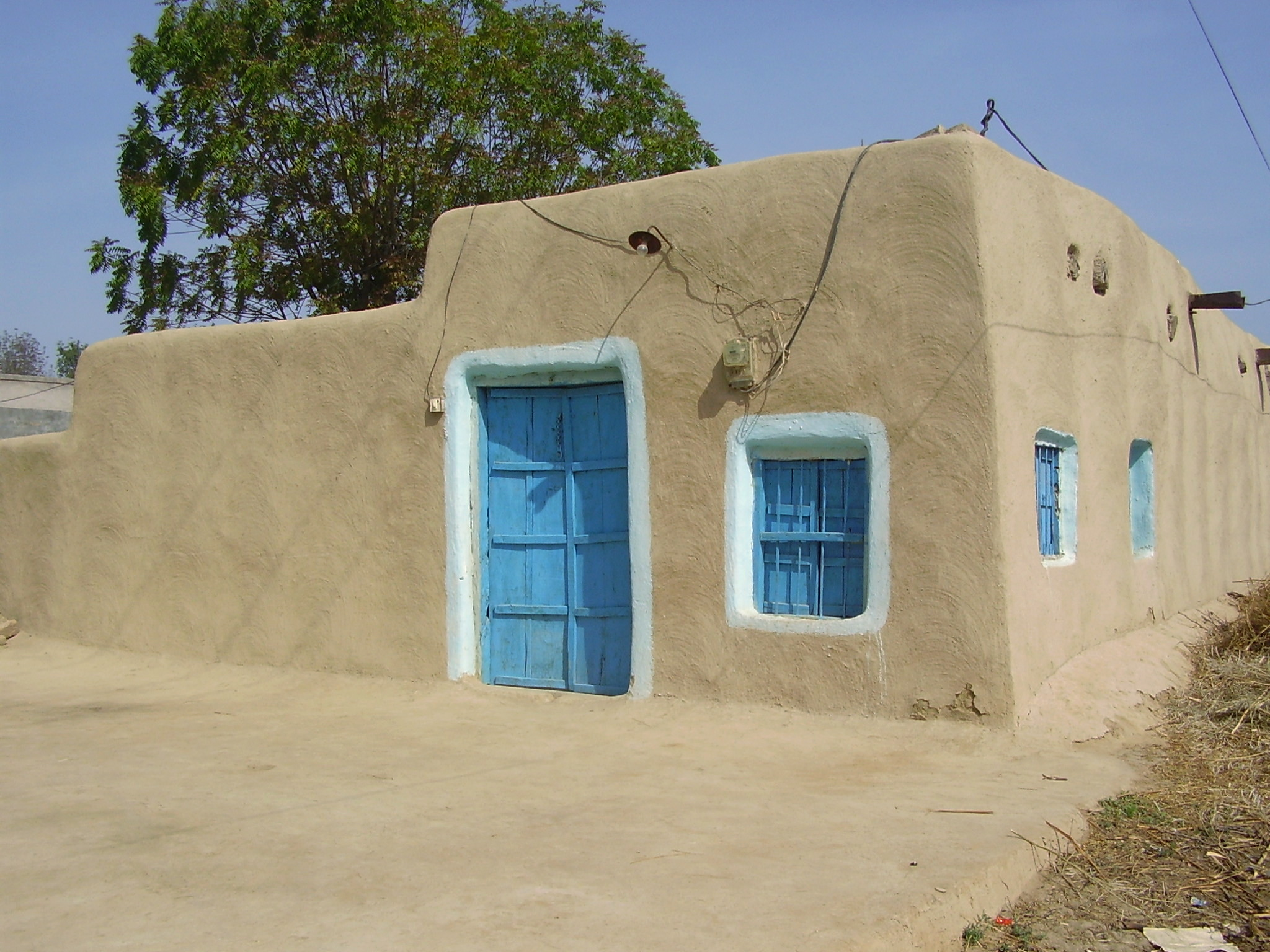
日干しレンガの家の陸屋根。屋根は腕木で支える（パキスタン）
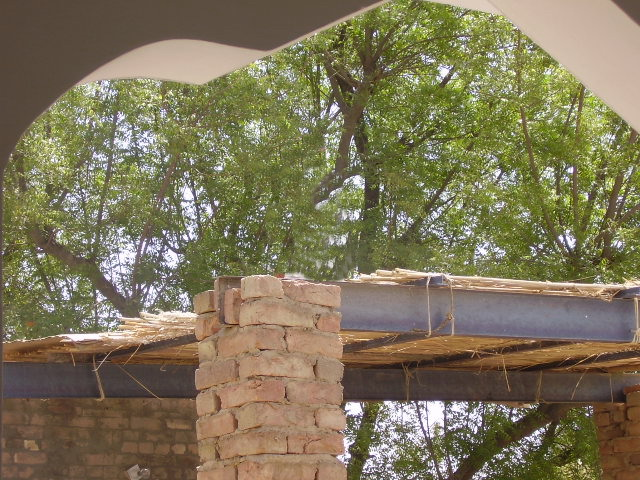
藁で葺いた簡素な陸屋根
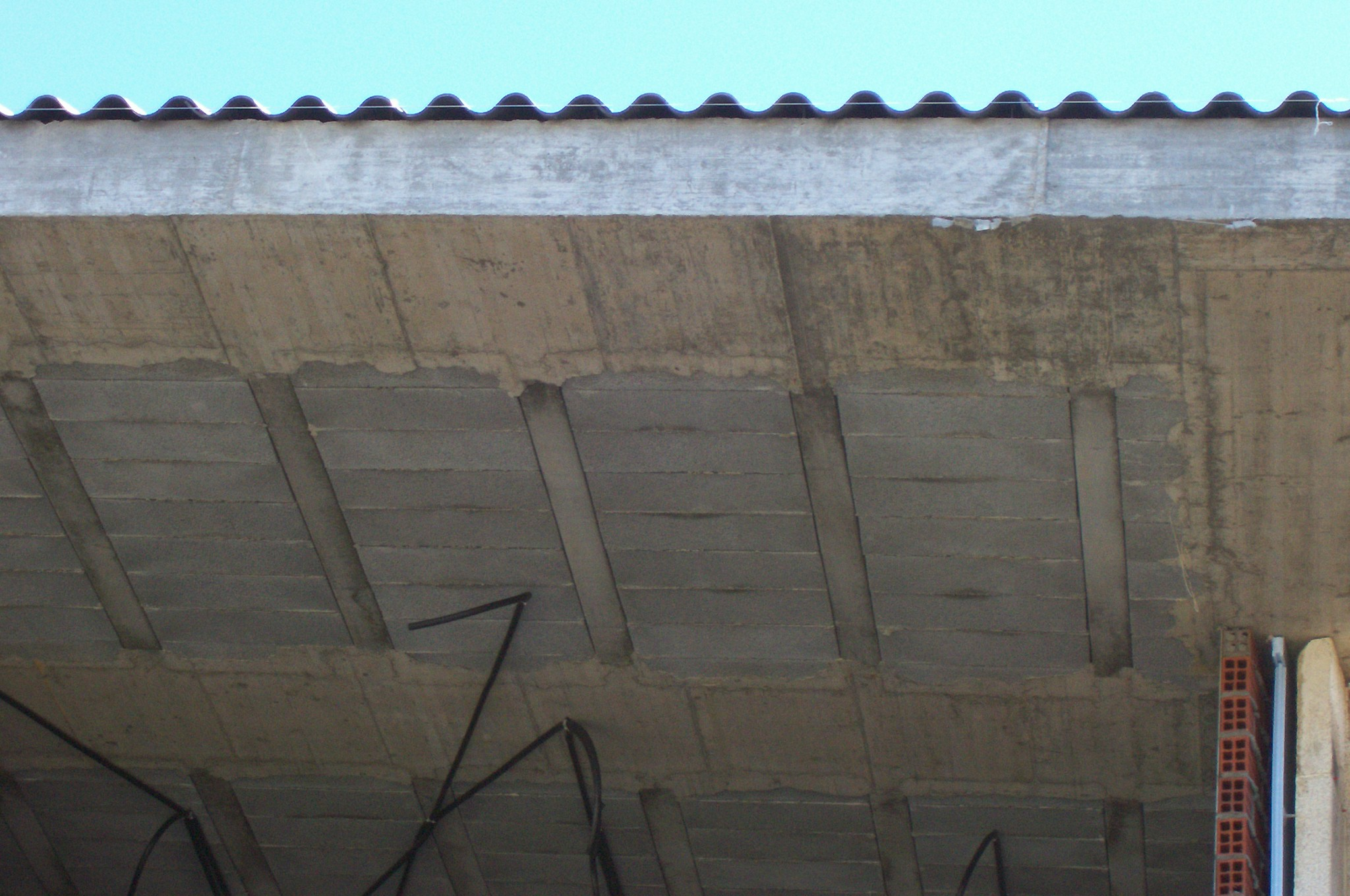
鉄筋コンクリート建築の陸屋根。屋根スラブ。
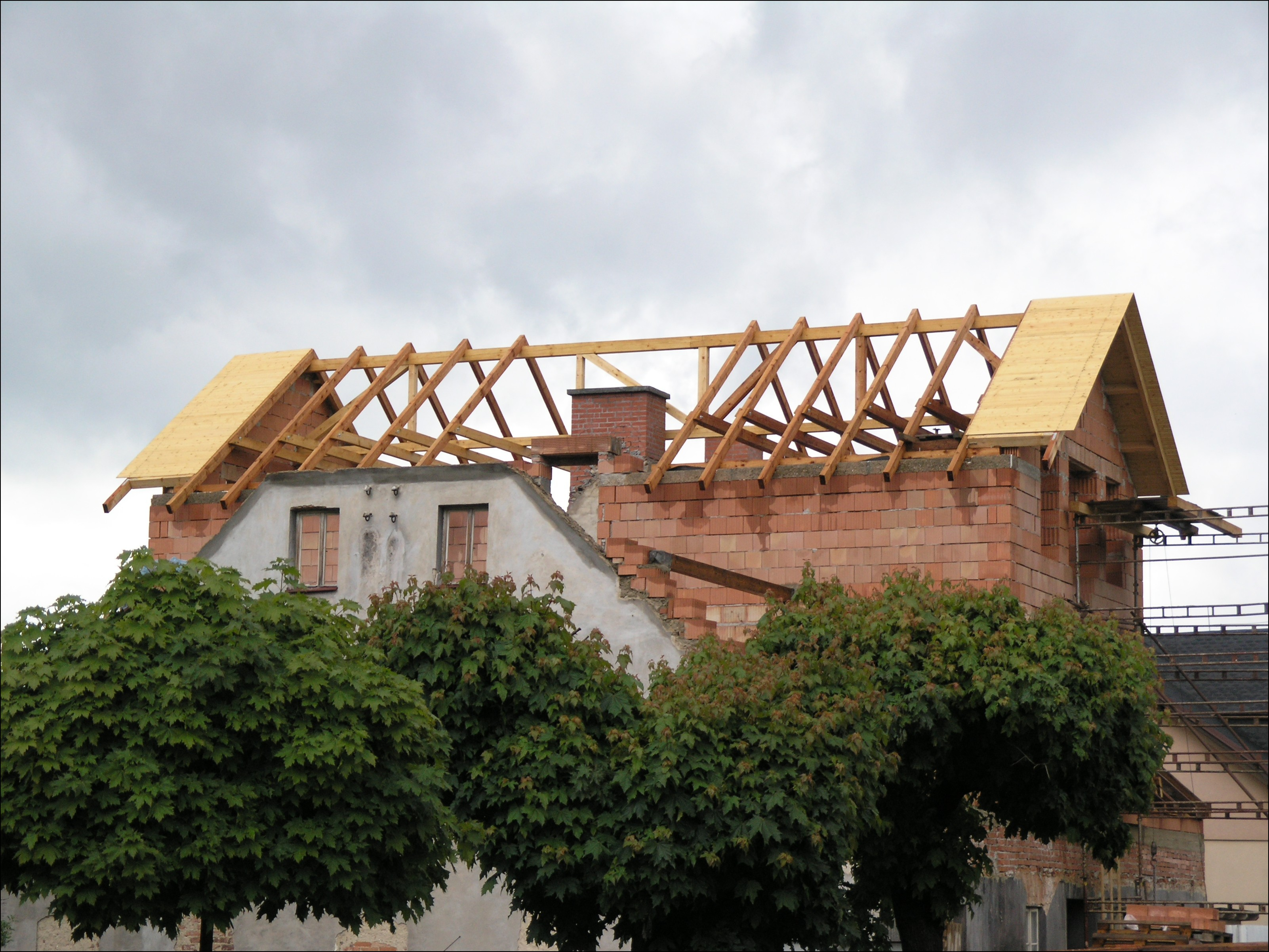
組積造で煉瓦造の家屋の屋根部分の建築段階。壁をレンガで積み上げた上に、その上に載せるように、木製の小屋組みを作る。（チェコの建築現場にて）

## 屋根の機能
住宅の屋根には次のような機能があり、屋根材には様々な性能が求められる。
- 耐候性 - 太陽光、風雨、気温変化による腐食や変質が少ないこと[2]。
- 耐風性 - 地域、場所、高さに応じた強風に耐えること[2]。
- 耐食性（耐薬品性） - 潮風や汚染大気、酸性雨などによる腐食がないこと[2]。
- 遮音性 - 外部の騒音を伝えず屋根材自体も音を発生させないこと[2]。
- 耐熱性（断熱性） - 夏季でも日射による熱に耐えること[2]。
- 耐寒性（耐凍害性） - 冬季でも寒気、放射冷却、すがもれ（屋根で再凍結した雪などで排水が妨げられ屋根材の隙間から水が漏れる現象）に耐えること[2]。
- 防火性 - 火災発生時の飛び火によって容易に引火せず、輻射熱による自燃（自然発火）が起きないこと[2]。
- 耐衝撃性 - 飛来物による衝撃や屋根上での人間の作業で損傷しないこと[2]。
- 施工補修性 - 施工や修理が容易であること[2]。
- 経済性 - 材料費のほか施工やメンテナンス費用が低廉であること[2]。
- 意匠性　 - 外観が良く（形状が美しく）、色調や質感も良いこと[2]。
- 耐震性 - 地震の多い地域（日本を含む）では、容易に脱落せず下地に固定されていることが求められる[2]。一般に軽い屋根材の方が地震に強いとされる[2]。日本では重要だが地震が少ないヨーロッパではあまり重要視されない。

## 屋根の種類、分類
主に形状による分類と、屋根材による分類がある。

### 形状による分類
『日本大百科全書』の【屋根】の記事の中で形状による種類の説明では、まず「陸屋根(ろくやね)と勾配屋根（こうばいやね）とに大別される」と説明している。そして陸屋根について「日本では俗に屋上とよばれる」と説明を加えている。
一方、イギリスの屋根の建築業者の組織、JTCのサイトは、形状による28種類の分類を挙げている。
| - Bonnet Roof - Box Gable Roof - Butteryfly Roof - Clerestory Roof - Combination Roof - Cross Gabled Roof - Cross Hipped Roof - Curved Roof - Dome Roof - Dormer | - Dutch Gable Roof - Flat Roof - Front Gable - Gable Roof with Shed Roof Addition - Gambrel Roof - Half Hipped Roof - Hexagonal Gazebo Roof - Hip and Vallery Roof - Jerkinhead Roof - Mansard Roof | - M-Shaped Roof - Open Gable Roof - Parapet Roof - Pyramid Hip roof - Saltbox Roof - Shed Roof or Skillion - Simple Hip Roof - Skillion and Lean to Roof |

日本語では次のような名称で分類される
- 陸（ろく）屋根
- ドーム（丸屋根）
- 尖塔
- ヴォールト
- オージー
- 片流れ -片流れは屋根の一方へのみ傾斜している屋根で、特に傾斜が20度以内のものを大陸屋根という[4]。
- 切妻屋根 - 屋根の最頂部の棟から本を伏せたような二つの傾斜面の山形の形状をした屋根[5]。原始的な住宅では片流れの構造を両側に組み合わせて地上に三角形の空間を作っていた（天地根元造）[4]。これに四本柱を付けて屋根を地上から高くしたものを切妻という[4]。
- 宝形屋根　- 寺院などに多い形式で隅棟からの線がすべて屋根の頂点に集まる形式の屋根[5]。
- 寄棟 - 屋根の最上部（大棟）から四方向に傾斜する形式の屋根[5]。
- 入母屋 - 上部を切妻屋根で下部は四方に傾斜する形式の屋根[5]。
- 半切妻屋根（ドイツ屋根）
- ギャンブレル屋根（腰折れ）
- マンサード屋根
- 錣屋根
- 鋸屋根 - 傾斜と垂直を組み合わせた屋根で、垂直面にガラス窓を設けることで日中は太陽光の採光を行えるので建物内部が自然光だけで明るくなる。主に工場など、作業のために内部空間の明るさが求められ、その照明費用も抑えたい建物で採用されてきた歴史がある。
- M型屋根 - 倉庫などで採用される。
- 越屋根（換気、採光などの目的で屋根の上に小規模な屋根と屋舎を設けたもの）
- 差掛屋根
- バタフライ - 軒または外壁で屋根部の外周を覆う、スノーダクト方式の無落雪屋根がこの形状。日本の大手ハウスメーカーがこぞって採用している屋根であり、寒冷地に限っては代表的な屋根形状のひとつ）

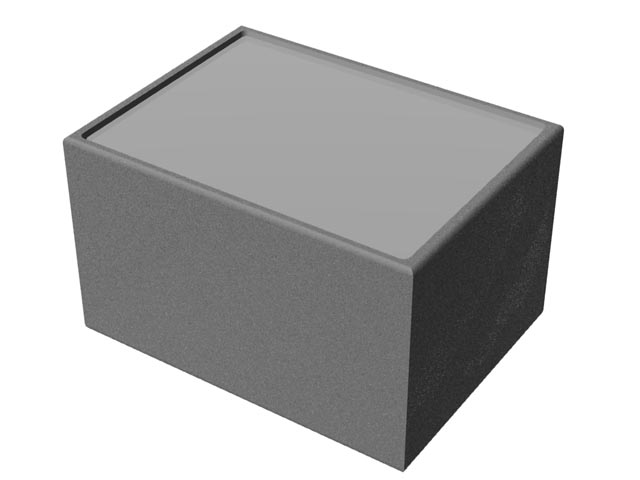
陸（ろく）屋根
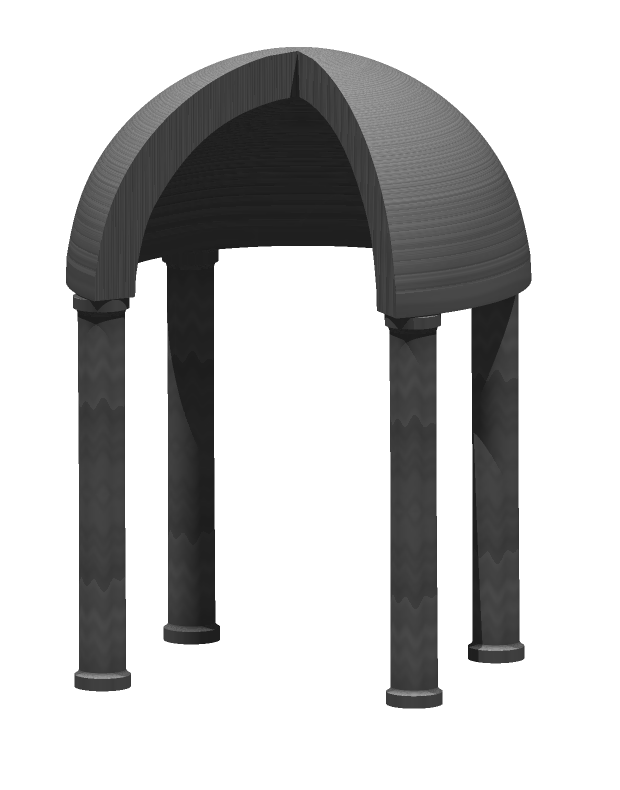
ドーム
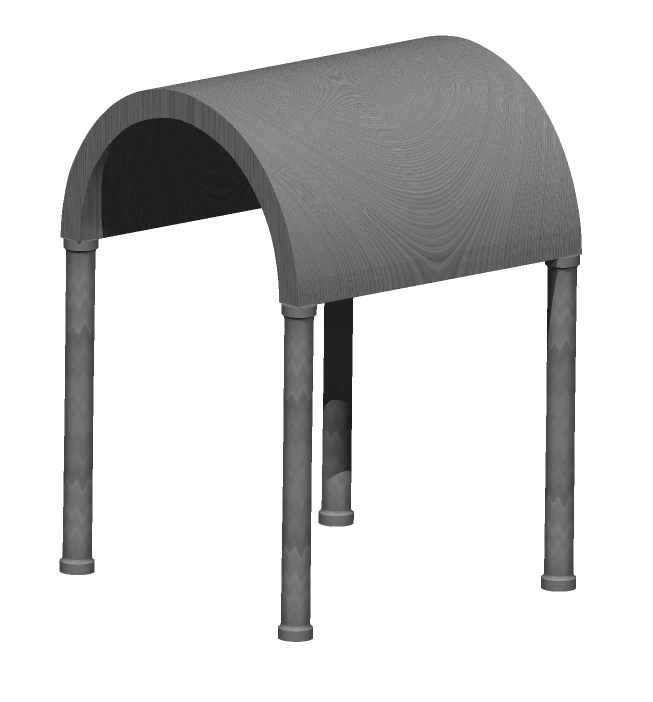
筒型ヴォールト
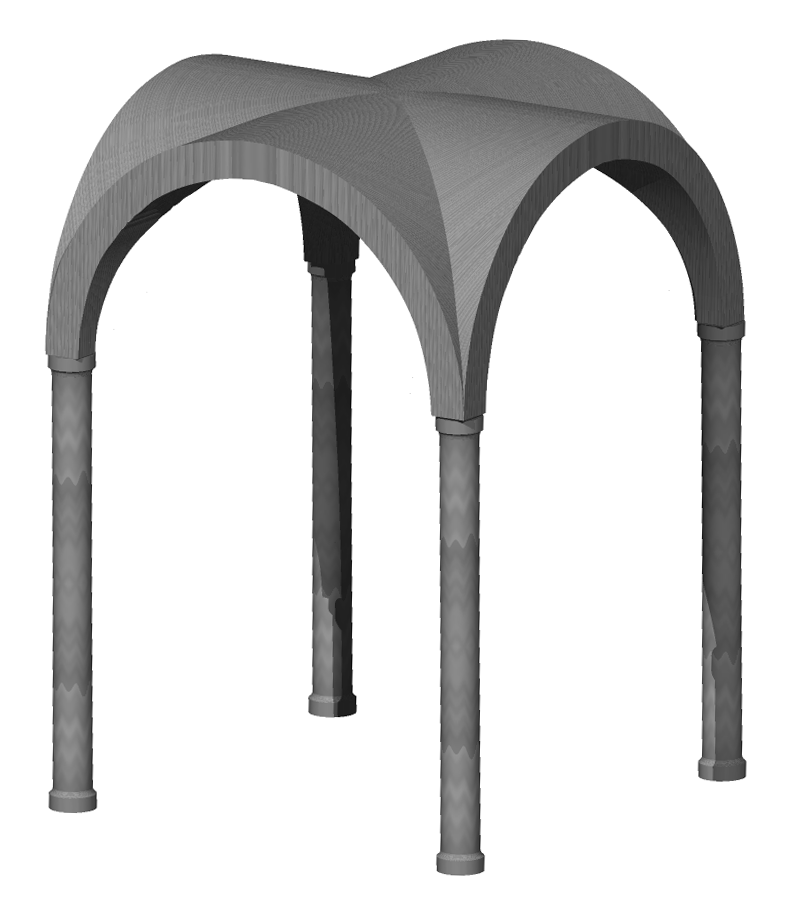
交差ヴォールト
尖塔
ギャンブレル
片流れ
切妻
寄棟
宝形
入母屋
半切妻
越屋根
鋸屋根
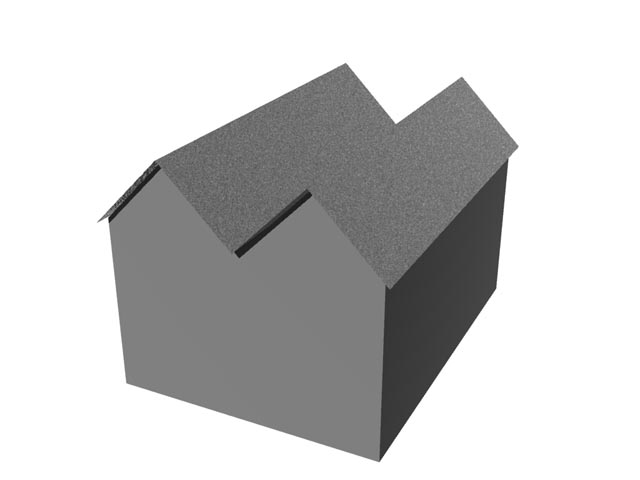
M型屋根
バタフライ

その他
20世紀や現代では、さまざまな特殊な形状や、特殊な構造の屋根が考案されている。たとえば丹下健三が設計した国立代々木競技場の屋根は、ケーブルを用いた独特の吊り屋根構造であり、上で挙げた伝統的な分類のいずれにも当てはまらない。
20世紀や今世紀に建造されたスタジアム、野球場などには開閉式屋根（en:Retractable roof）を持つものもある。蛇腹式、立面円弧状など。左右をつなぐ梁がある場合もある。英語版記事en:Retractable roofを参照のこと。

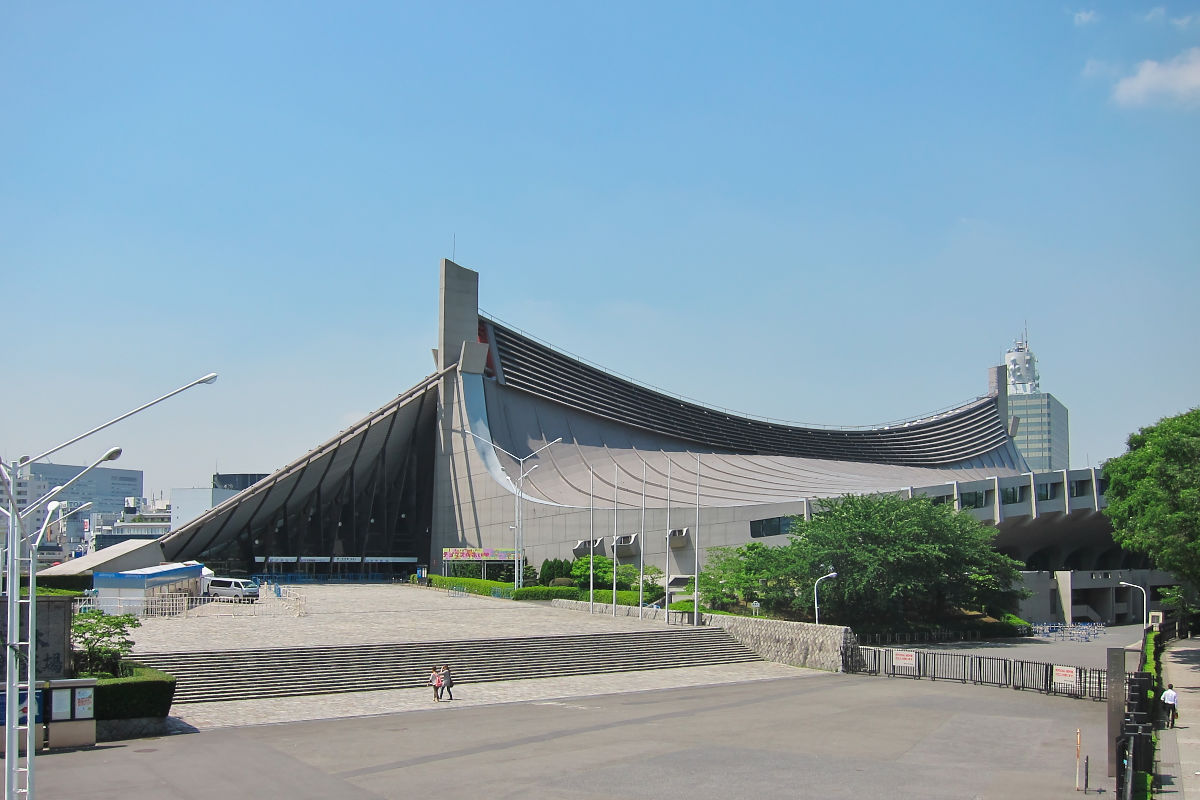
国立代々木競技場の屋根。吊り屋根であり、まるで吊り橋のような構造と形状になっている。
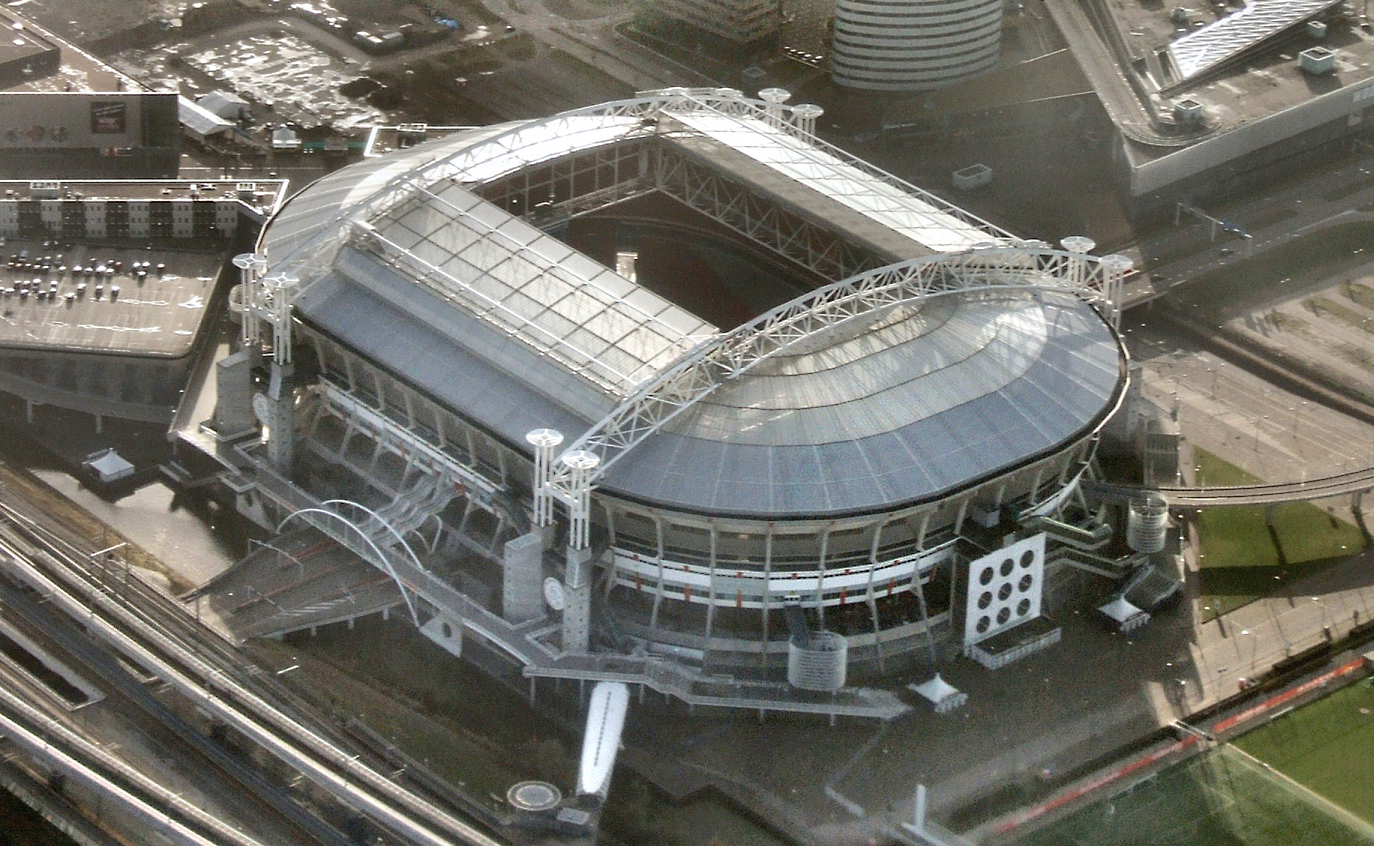
アムステルダム・アリーナの開閉式屋根。開いた状態。
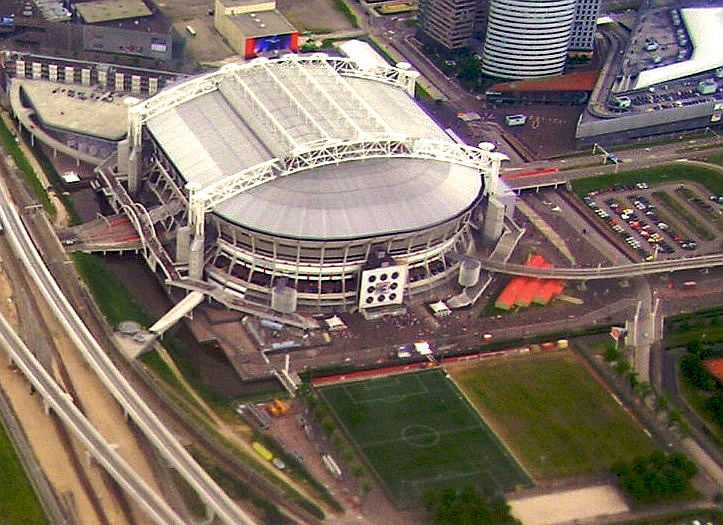
アムステルダム・アリーナの屋根。閉じた状態。

### 屋根の形状や線による分類研究の歴史
屋根形状の分類の歴史
建築家の長野宇平治（1867年 -1937年）は数種の屋根の分類を行い、線によって直線形、曲線形、複曲線形、円形の4種類に分類し、形によって切妻、寄棟、四阿、入母屋、方錐、円錐、円屋根、宝珠形の8種類に分類した。また、地理学者の藤田元春（1879年 - 1958年）は屋根の形状を、片流れ、招造、切妻、方形（宝形、方錐）、寄棟、片入母屋、入母屋、円錐、円屋根（計9種類）に分類した

### 屋根材
屋根材には粘土瓦、化粧スレート、金属板、アスファルトシングルなどがある。

#### 植物由来
- 藁：藁葺き
- ススキ・チガヤ・葦などの草：茅葺き
- スギやヒノキの樹皮：檜皮葺（ひわだぶき）
- スギやサワラなどの木片：杮葺（こけらぶき）
- 海藻のアマモなど

#### 鉱物由来・窯業製品
- 石を板状に加工した材料（スレート）：天然スレート葺き（雄勝石、大谷石、笏谷石など）
- 瓦（粘土瓦とセメント瓦に大別される）：瓦葺き
- 石綿の混合物を成型した材料：石綿スレート葺きなど
- 化粧スレート - セメント・ケイ酸質原料などの混合物を成型・着色した材料：化粧スレート葺き

#### 金属材料
金属で葺いた屋根を、特に金属屋根として区分することがある
- 亜鉛めっき鋼板（トタンとも呼ばれる）およびその合金めっき鋼板（ガルバリウム鋼板など）
- カラー鋼板
- ステンレスおよびその塗装鋼板
- 銅
- 鉛 - 江戸時代の建築物などに例がある
- アルミニウム
- チタン - 成型瓦として用いられた最初の例である浅草寺宝蔵門が有名

#### その他の材料
- アスファルトシングル - グラスウールなどにスレートアスファルトを含漬させ、その表面に着色した砂を吹き付けたもの
- 膜構造 - 東京ドームなど
- 繊維強化プラスチック（FRP）

#### 下葺材の種類・分類
下葺材（防水材）には不透湿性のアスファルトルーフィングと透湿性ルーフィングがある。

## 屋根と天井の関係
建物の外周部（外皮）の構造は建物によって異なる。倉庫や工場の屋根は屋根材一枚の場合もしばしばある。（日本の）木造住宅の屋根は内側に天井が張られていることが多く、その中間に下地材や断熱材があるのが普通である。

## 世界各地の気候と屋根の関係
中東など、乾燥地帯（降水量の少ない地帯）では、古くから陸屋根が用いられた。中には木の枝に土をかぶせただけの簡易なものもあった。それに対して、降雨の頻繁な地域では排水に有利な傾斜を持つ屋根が利用された。
各地の風雨の強さと「軒の出」の大きさの関係
台風やハリケーンの多い地域（東アジア、東南アジア、アメリカ・メキシコ東海岸、メキシコ西海岸など）と少ない地域（ヨーロッパなど）では屋根の「軒の出」（屋根の端から建物外壁までの位置。水平位置に換算した場合の距離。）に違いがあり、ヨーロッパでは雨水の浸入リスクが小さいため「軒の出」が短く、日本では特に梅雨に加えて台風があるため長い。ただし、雨水侵入対策を施した軒ゼロ住宅」も近年では出てきている。

## 日本の屋根

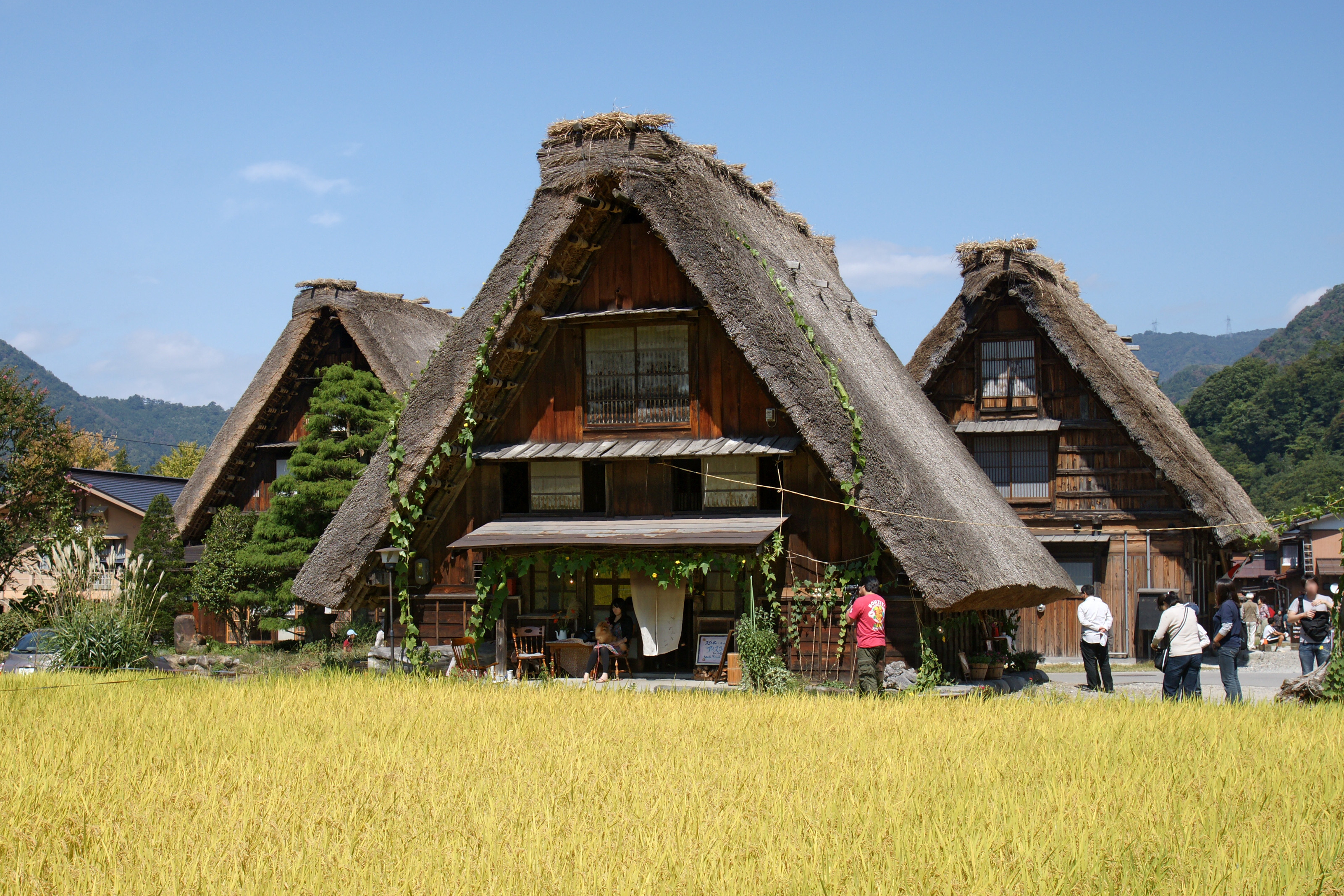
萱葺き屋根（白川郷・五箇山の合掌造り集落）。

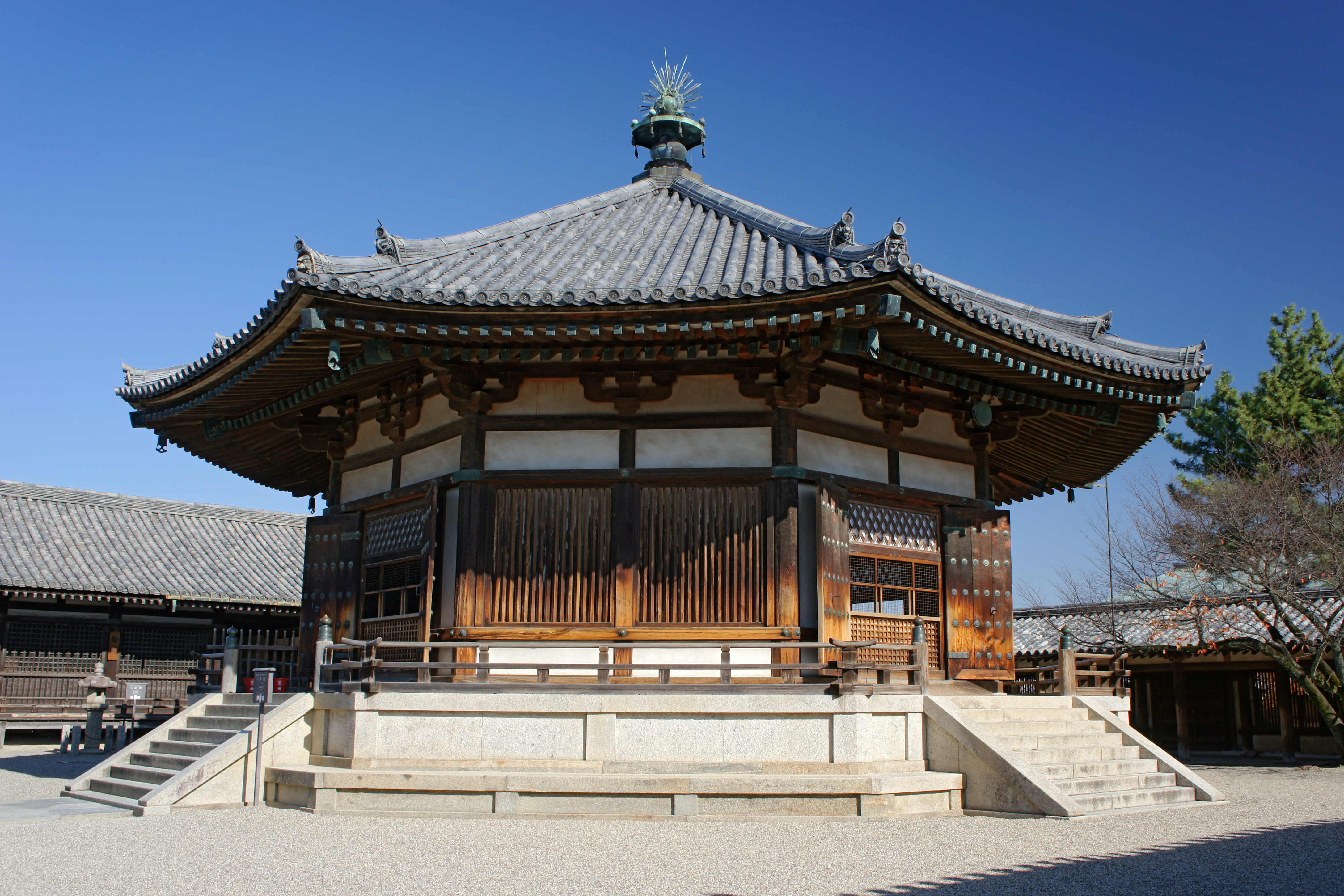
法隆寺夢殿の屋根。「八注」と言い、上から見ると八角形になっている。（奈良県斑鳩町）

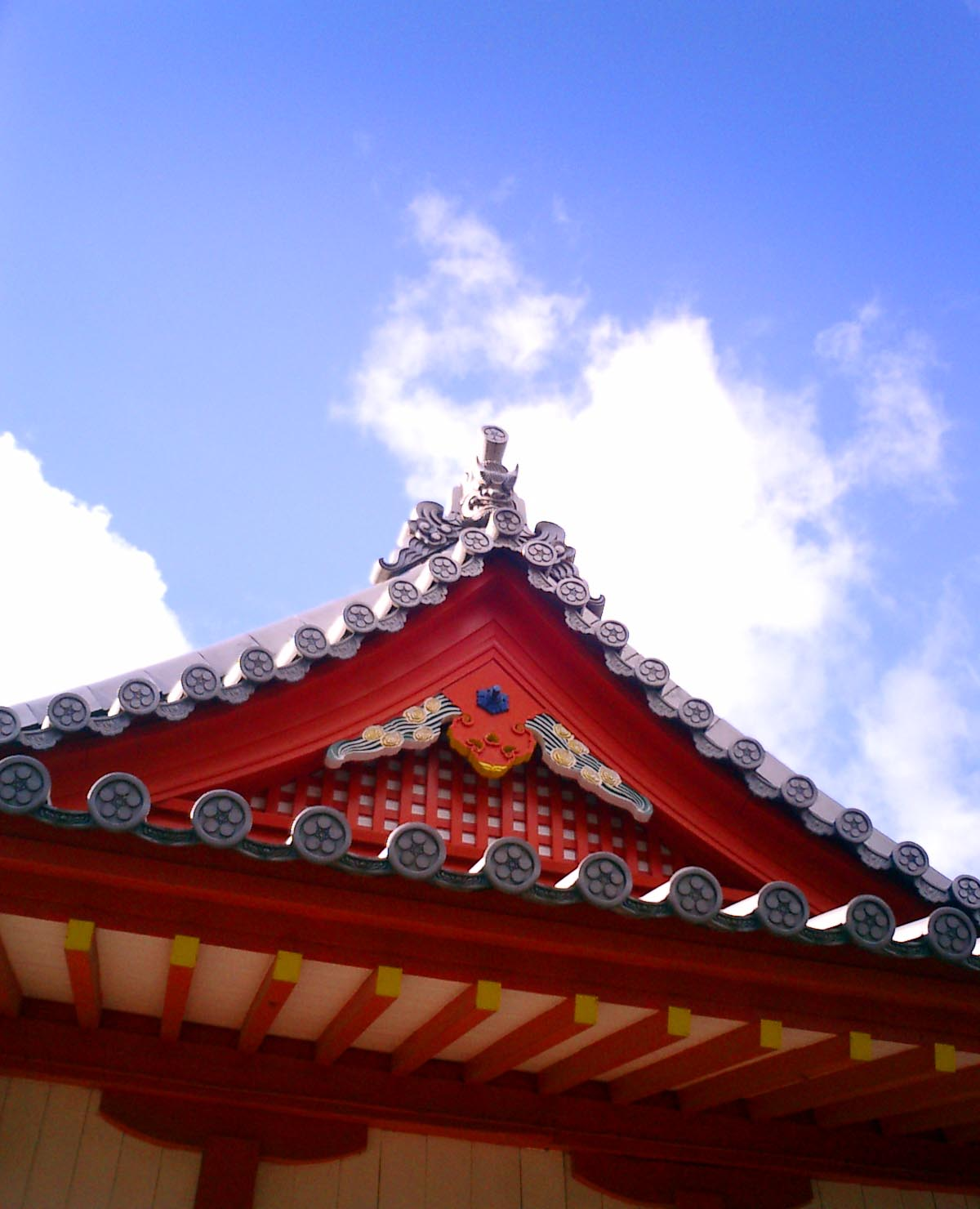
入母屋の屋根（粟津天満神社。兵庫県加古川市）。

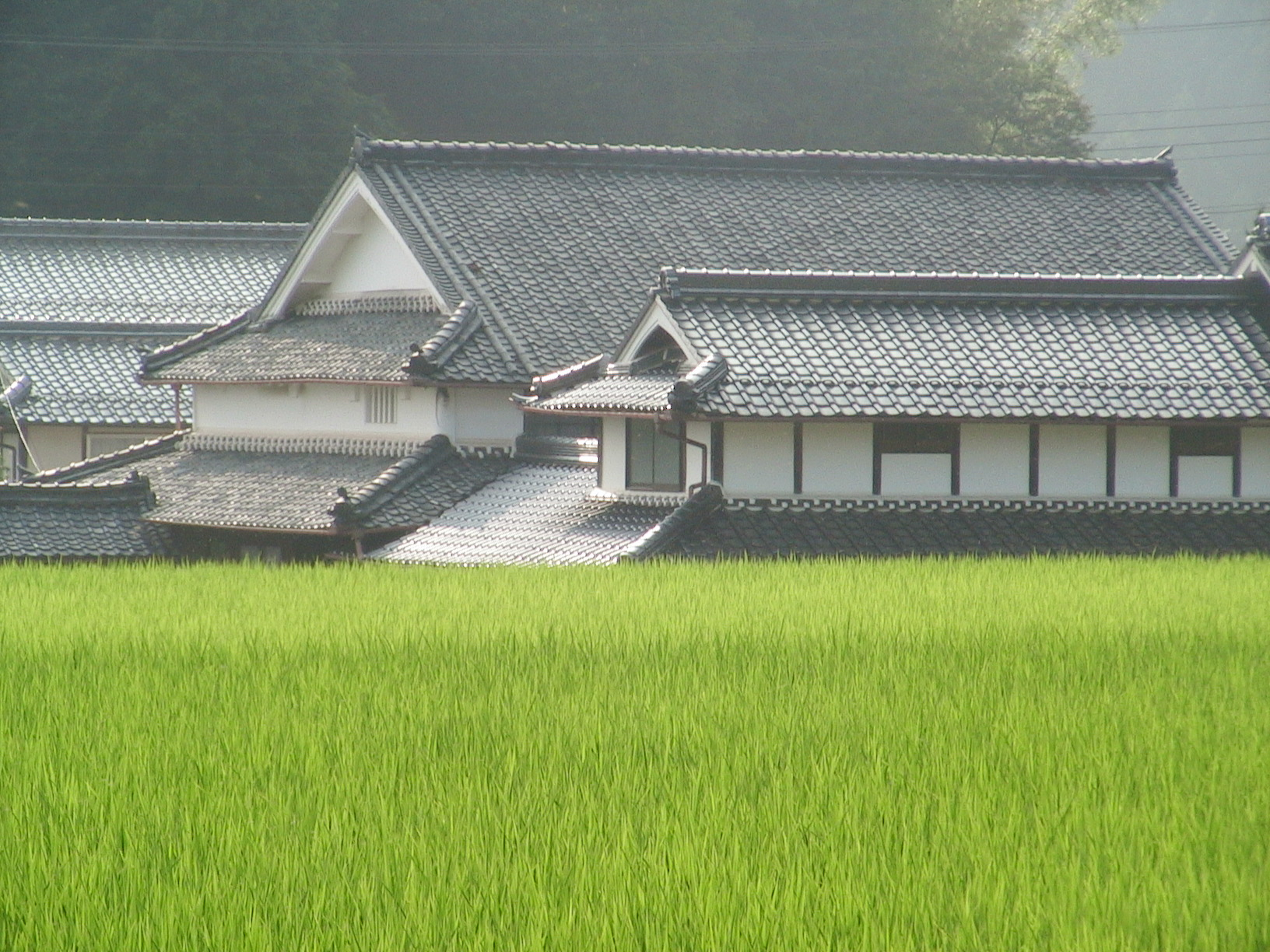
入母屋造

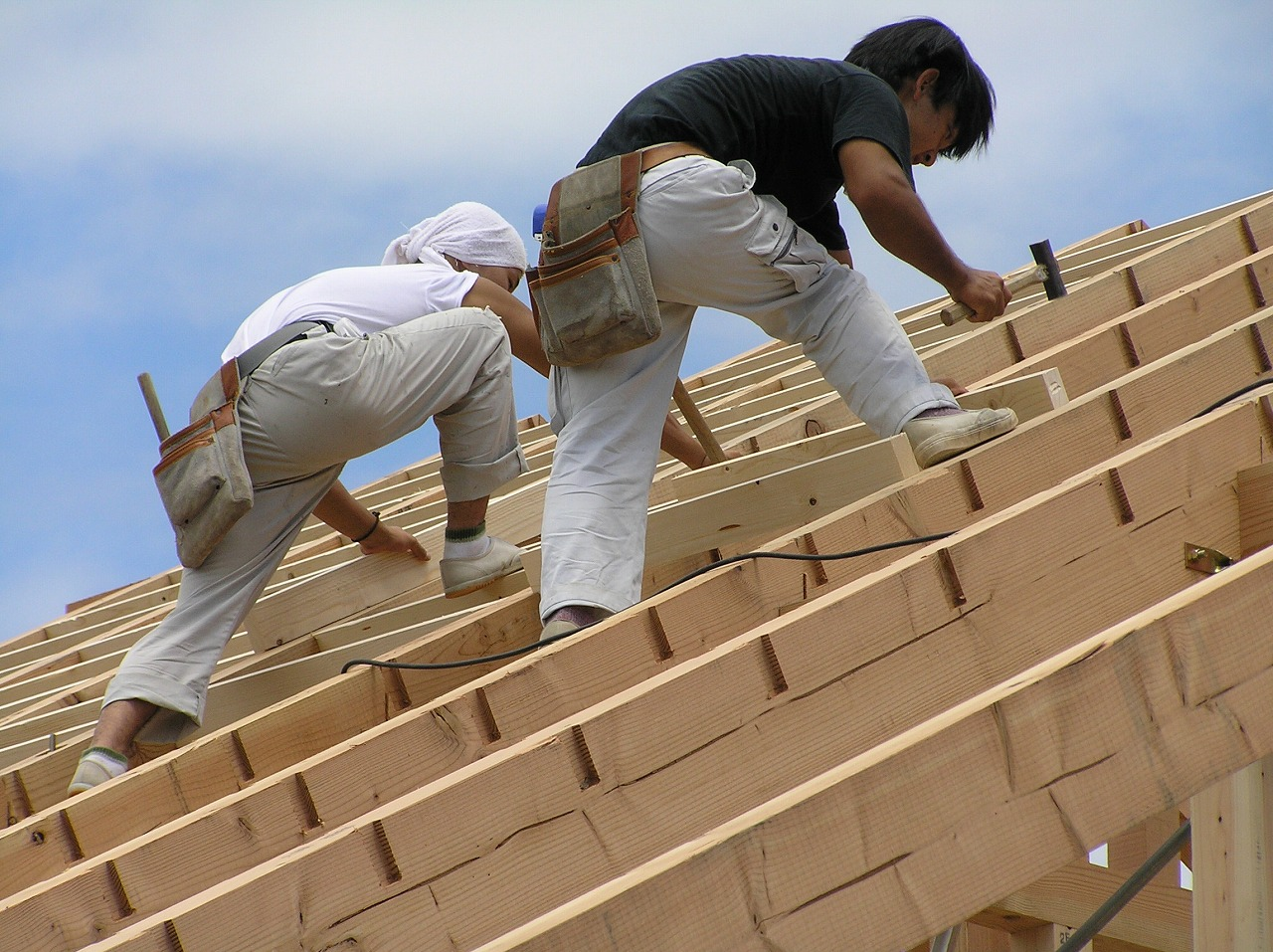
造作中の民家の屋根。垂木構造がよく分かる。

梅雨があるため、日本の伝統的建築はその殆どが勾配屋根が採用されてきた。勾配は屋根材により異なるが一般的に瓦で4.5-5寸程度が普通勾配と呼ばれている。
また上の台風の風雨を避けるように「軒の出」を大きくとるという特徴がある。
形状には以下のようなものがある。
- 宝形造 - 宝形造は寺社建築で用いられている。
- しころ、入母屋造 - 中世以降はこの形状が、「比較的、格式がある」とみなされたようである。

- 切妻造 - 伝統的に西日本に多く、古代「真屋」と呼ばれ、西日本ではスタンダードな形状とされた。
- 寄棟造 - 伝統的に東日本に多く、古代「東屋」と呼ばれ、東日本ではスタンダードな形状だったようである。（古代中国でも、格式のある形状とみなされた。）

屋根の曲面形状は、その凹凸によって「そり（反り）」と「むくり （起り）」に分類される。「そり」は下方に凸となったもの、「むくり」は上方に凸となったものである。そりに比べてむくりは使われることが少ないが、数奇屋建築にはむくり屋根が好んで使われ、桂離宮などはその好例である。

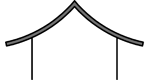
「そり」
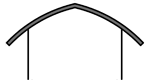
「むくり」
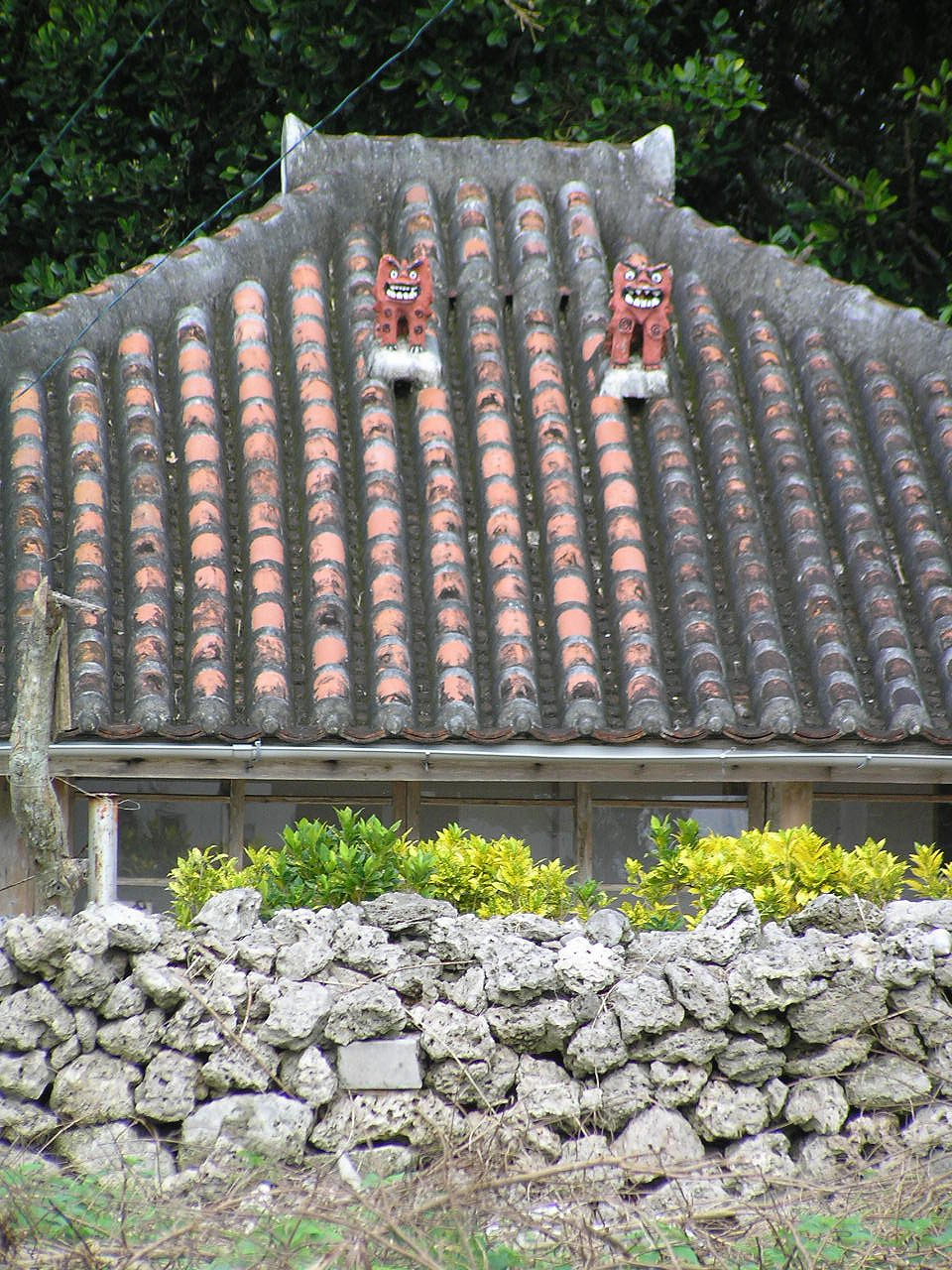
琉球瓦の屋根にシーサーを置いた黒島の民家。
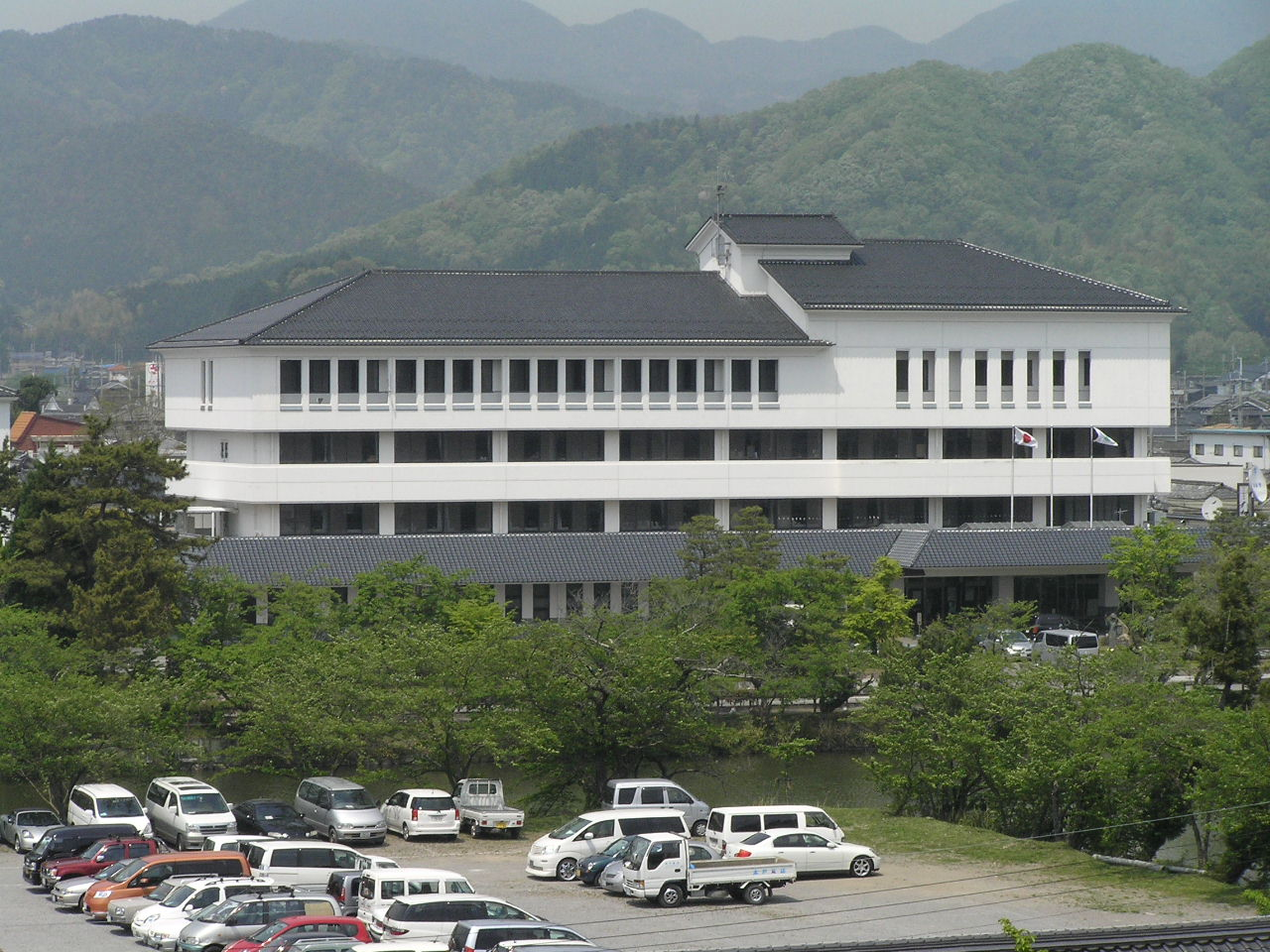
市役所の屋根（丹波篠山市）

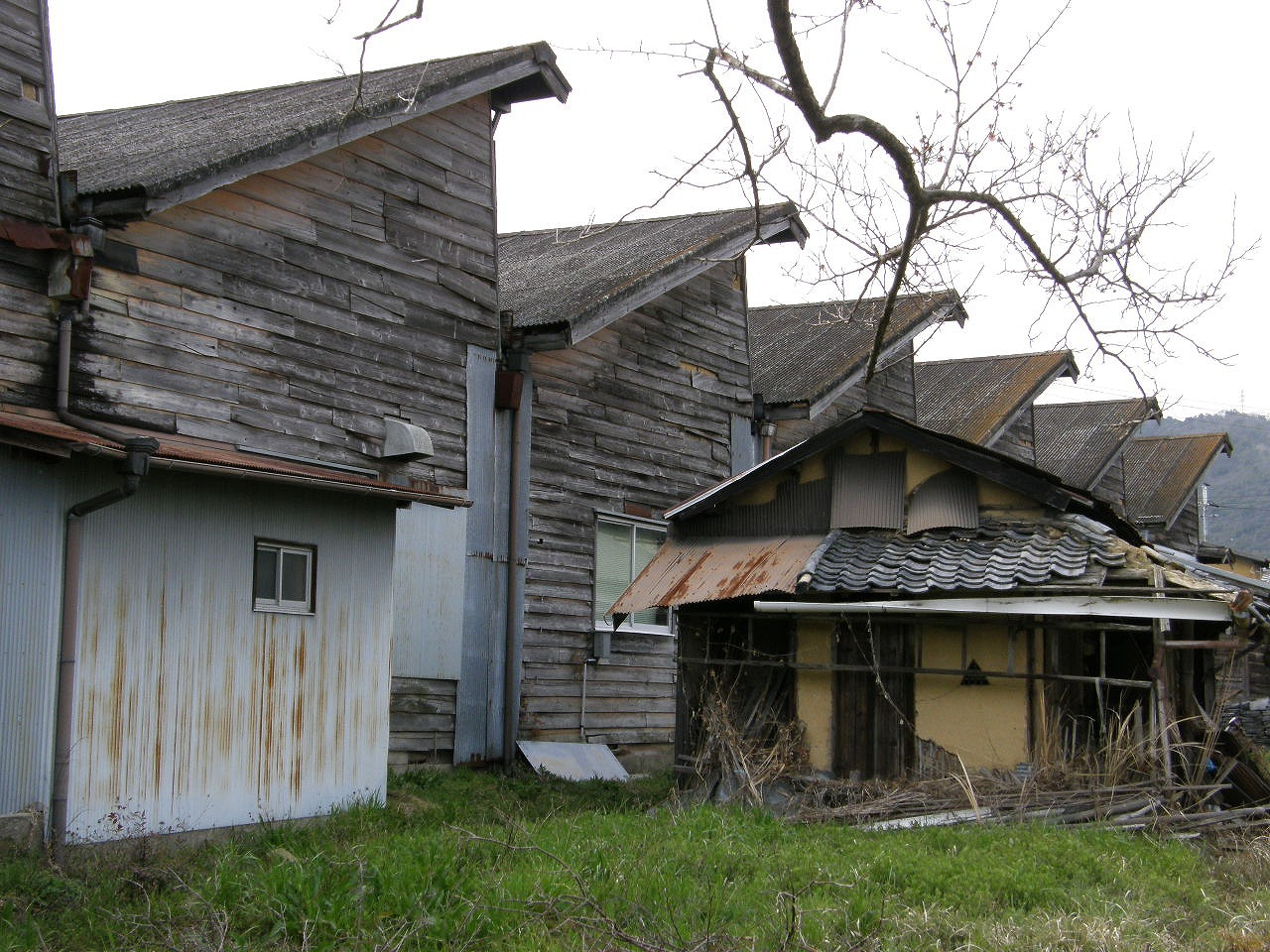
神結酒造工場の鋸屋根（兵庫県加東市下滝野）